# امپراتوری بیزانس تحت خاندان ایزوری
امپراتوری بیزانس تحت خاندان ایزوری (انگلیسی: Byzantine Empire under the Isaurian dynasty)، به دورانی از امپراتوری از بیزانس گفته می‌شود که پس از روی کار آمدن لئون سوم تا ایرنه ادامه یافت.
پس از آنکه دورهٔ حکومت امپراتوران باتدبیر و اقتدار سپری شد مجدداً امپراتوری در مرحلهٔ سقوط قرار گرفت. نخستین امپراتور این سلسله لئون سوم از اهالی ایزوری بود که در سال ۷۱۷ به تخت نشست. وی اعراب را که دوباره برای محاصره قسطنطنیه آمده بودند به عقب راند و به تعقیب آنها در آسیای صغیر رفت و چون از این بابت آسوده‌خاطر شد به فکر احیای امپراتوری افتاد و بیشتر وقت خود را صرف مسائل مذهبی کرد. در این موقع پرستش تصویر اولیاء دینی فوق‌العاده در مشرق رواج یافته بود و چون صورت خرافاتی و بت‌پرستی داشت برای بسیاری از مردم خوش‌آیند نبود.
لئوی سوم تصمیم گرفت این معتقدات را لغو و فرامینی صادر کرد که با مخالفت و خشم پاره‌ای از روحانیان و بعضی از افراد مملکت مواجه گشت. لئون و جانشینان او را به همین مناسبت بت‌شکن لقب داده‌اند.
کنستانتن پنجم سیاست پدر را تعقیب کرد و شورش‌ها را خوابانید، دیرها را بست و شورائی تشکیل داد که پرستش تصاویر را نهی کرد. البته برای اجرای این منظور کشتارهایی هم شد و روابط پاپ که مخالف این عقیده بود با امپراتور تیره شد ولی او، با ایمان راسخ و با شدت، نظر خود را دنبال کرد. وی با اعراب و بلغارها نیز جنگید و آن‌ها را شکست داد.
لئوی چهارم هم مخالف تمثال‌پرستی بود ولی ایرنه همسر نسبتا تاثیرگذار وی که در طول سلطنت او از نفوذ زیادی بر شوهرش برخوردار بود و پس از وفات شوهرش سلطنت را کامل به عنوان مادر و امپراتریس-نایب السلطنه بر سر پسر خردسال خود کنستانتین ششم غصب کرد و جانشین لئوی شد، او تمامی ممنوعیات دوره حکومت شوهر و پدرانه شوهرش را لغو و فرامینی صادر کرد که پرستش تصاویر را مجاز شمرد. وی به پرداخت خراج به اعراب تن داد و پس از مدتی از سلطنت در سال ۸۰۲ بعد از بیش از ۲۲ سال خلع شد. جانشین وی نیسفور اول هم از مخالفان پرستش تصاویر بود ولی در این کار رعایت اعتدال را می‌کرد. وی در رأس سپاهی برای سرکوبی بلغارها که به تراس حمله می‌بردند، رفت ولی آنها شکست خورد و به قتل رسید. لئون پنجم در مبارزه مذهبی شدت بیشتری نشان می‌داد و طرفداران پرستش تصاویر را مورد آزار و شکنجه قرار می‌داد. وی در سال ۸۲۰ درگذشت.